# Butia paraguayensis
La palmera Butia paraguayensis es una especie de planta de la familia de las palmeras Arecaceae.

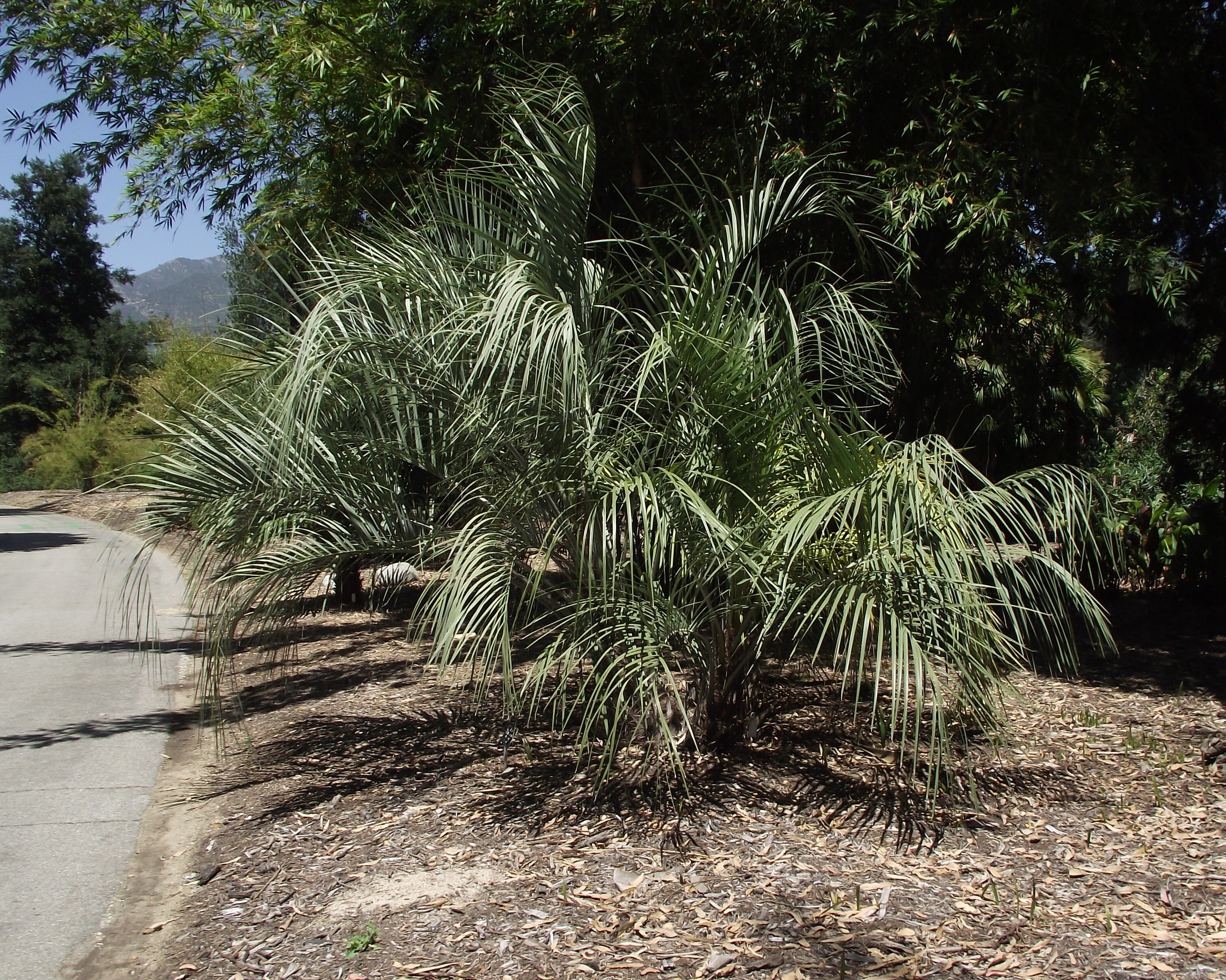
Vista de la planta

## Distribución
Es nativa del sur de Brasil, Paraguay, el norte de Uruguay y el noreste argentino. Se planta como ornamental, y se ha introducido a ese efecto en otras regiones subtropicales del mundo. Se confunde fácilmente con la estrechamente emparentada Butia yatay, también conocida como yatay (Jata'y), más alta y de fruto incomestible, que forma los grandes palmares de la provincia de Entre Ríos. 
Se la denomina a veces erróneamente pindó, aunque este nombre corresponde en rigor a Syagrus romanzoffiana, una especie lejanamente emparentada.
El Butia paraguayensis (Barb. Rode.) L. H. Bailey (yatay poñi) fue declarado monumento natural de la provincia de Misiones en Argentina mediante la ley n.º 4129 de 2004.

## Nombre común
- Castellano: palma yatay enana, yatai poñí.
- Guaraní: jata'i, yata-i ponhi, ponhi.

## Características

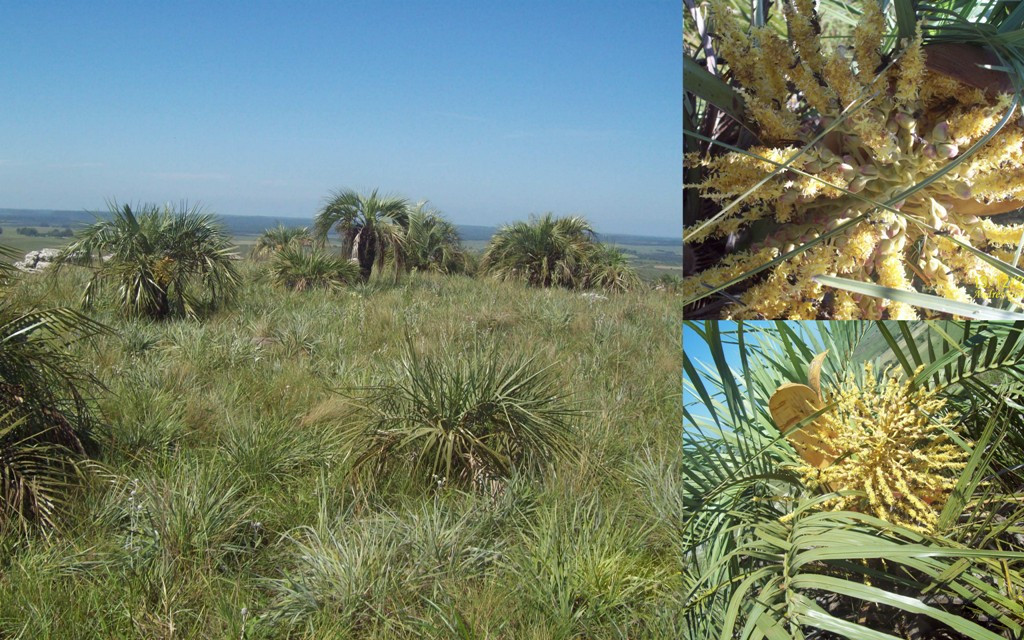
Ejemplares de Butia paraguayensis y detalle de sus inflorescencias. Fotos tomadas en cima y ladera del Cerro Miriñaque entre rocas y gramíneas, departamento de Rivera, Uruguay.

B. paraguayensis es una palmera de hasta 2,5 m de altura (raramente 4 m),  y un estípite subterráno de 30 cm de diámetro, con las bases de las hojas caídas adheridas al tronco y raíz profunda. Cuando joven parece acaule. Muestra hojas pinnadas, con el raquis recurvado, de color verde ligeramente azulado o grisáceo, de hasta 3 m de largo al cabo de un pecíolo de 60 cm, subleñoso y dotado de espinas; los folíolos se insertan en el raquis en un único plano, formando una V. Las flores forman inflorescencias de color amarillo o rojizo, de hasta 1,3 m de longitud, conteniendo hasta 100 flores monoicos protegidos por una espata leñosa y acanalada; los masculinos ocupan el ápice del espádice, y muestran 3 sépalos, 3 pétalos y 6 estambres. Los femeninos tienen el perianto imbricado y el ovario súpero. Florece hacia fines de primavera.
El fruto es una drupa, y aparece arracimado; es oblongo, de hasta 4 cm de diámetro, de color amarillo o anaranjado y pulpa jugosa y abundante. Incomestibles para el humano. Las semillas son redondas, de color pardo, al menos por uno de los poros que tienen esas semillas brotará el pecíolo cotiledonar, este es la principal señal que señala el comienzo de la germinación (que es muy difícil); de las semillas también se extrae un aceite comestible.

## Hábitat y cultivo
Prefiere suelos bien drenados, ligeramente alcalinos o neutros, y mucho sol. Requiere bastante humedad en época de crecimiento, pero en invierno tolera bien la sequía y el frío, soportando temperaturas de hasta -5 °C, aunque menos que B. yatay o Jubaea chilensis. Tolera bien el viento.
Las semillas requieren calor y humedad para germinar, un proceso que puede suspenderse varios meses en condiciones desfavorables. El endocarpio es muy duro; puede partirse para acelerar la germinación, a la cual también favorece el calor intenso.
Está amenazada por pérdida de hábitat.

## Taxonomía
Butia paraguayensis  fue descrita por (Barb.Rodr.) L.H.Bailey y publicado en Gentes Herbarum; Occasional Papers on the Kinds of Plants 4: 47. 1936.
Etimología
Butia: nombre genérico que proviene del nombre vernáculo dado en Brasil a los miembros de este género.
paraguayensis: epíteto geográfico que alude a su localización en Paraguay.
Sinonimia
Los siguientes nombres se consideran sinónimos de Butia paraguayensis:
- Cocos paraguayensis Barb.Rodr. (1899).
- Butia yatay var. paraguayensis (Barb.Rodr.) Becc. (1916).
- Syagrus paraguayensis (Barb.Rodr.) Glassman (1970).
- Butia yatay subsp. paraguayensis (Barb.Rodr.) Xifreda & Sanso (1996).
- Cocos amadelpha Barb.Rodr. (1900).
- Cocos arenicola Barb.Rodr. (1903).
- Cocos dyeriana Barb.Rodr. (1903).
- Cocos wildemaniana Barb.Rodr. (1903).
- Butia pungens Becc. (1916).
- Syagrus dyeriana (Barb.Rodr.) Becc. (1916).
- Butia amadelpha (Barb.Rodr.) Burret (1930).
- Butia arenicola (Barb.Rodr.) Burret (1930).
- Butia wildemaniana (Barb.Rodr.) Burret (1930).
- Syagrus amadelpha (Barb.Rodr.) Frambach ex Dahlgren (1936).
- Syagrus arenicola (Barb.Rodr.) Frambach (1936).
- Syagrus wildemaniana (Barb.Rodr.) Frambach ex Dahlgren (1936).
- Butia dyeriana (Barb.Rodr.) Burret (1937).